# Partenavia P.57 Fachiro
Il Partenavia P.57 Fachiro è un aereo da turismo quadriposto monomotore, monoplano ad ala alta, sviluppato dall'azienda aeronautica italiana Partenavia Costruzioni Aeronautiche nei tardi anni cinquanta.
Realizzato, oltre al prototipo, in due sottoversioni principali, tutte caratterizzate dal carrello d'atterraggio fisso di tipo triciclo anteriore, fu precursore del successivo Partenavia Oscar nonché il primo successo commerciale dell'azienda con sede a Napoli.

## Storia del progetto
Il P.57 è stato costruito e progettato dalla Partenavia. Un motore Lycoming O-320 dava spinta al Fachiro I, che volò per la prima volta il 7 novembre 1958, seguito dal Fachiro II il 3 gennaio 1959. Una versione successiva, concepita come II-f, introdusse la deriva spezzata e il timone.
Il Fachiro utilizzava un telaio in tubi d'acciaio e stoffa ed veniva utilizzato con un motore da 160 hp (119 kW) per aero club o aviazione generale.
Una versione interamente in metallo, il P.64 Fachiro III, è stata successivamente sviluppata come il P.64 Oscar.
Sette esemplari della versione Fachiro IIf sono rimasti operativi in Italia fino alla primavera del 2009.

## Varianti
P.57 Fachiro I
prototipo, equipaggiato con un motore Lycoming O-320 da 150 hp (112 kW).
P.57 Fachiro II
prima versione avviata alla produzione, equipaggiata con un motore Lycoming O-360-B2A da 168 hp (125 kW), realizzata in 3 esemplari.
P.57 Fachiro II-f
versione definitiva di produzione in serie, equipaggiata con un motore Lycoming O-320-A2A da 180 hp (134 kW), realizzata in 33 esemplari.
P.64 Fachiro III
variante completamente metallica, prototipo del P.64 Oscar, realizzata in un solo esemplare.